# Qandeel Baloch
Fouzia Azeem (1 de Março de 1990 - 15 de julho de 2016), mais conhecida como Qandeel Baloch (Urdu: قندیل بلوچ), foi uma modelo, atriz, ativista feminista e celebridade de internet paquistanesa. Baloch saltou à fama devido a seus vídeos nas redes sociais discutindo sobre sua rotina diária, os seus direitos como mulher paquistanesa,  e vários temas controversos.
Baloch recebeu o primeiro reconhecimento por parte dos meios de comunicação em 2013, quando fez uma prova para Pakistan Idol; sua audição fez-se viral e converteu-anuma celebridade de Internet. Ela foi uma das 10 pessoas mais procuradas na Internet no Paquistão tanto por admiração como por crítica ao conteúdo de seus vídeos e mensagens.
Durante a noite do 15 de julho de 2016, Baloch foi drogada e depois asfixiada enquanto dormia em casa de seus pais em Multan. Seu irmão Waseem Azeem, viciado em drogas,  confessou o assassinato dizendo que ela estava "a desacreditar" a "honra da família".
Qandeel Baloch era o sustento financeiro de cerca de uma dúzia de familiares. O assassino, que foi ajudado por membros da família, orgulha-se do crime: "As mulheres nascem para ficar em casa e seguir as tradições", disse . "Agora todos se vão lembrar de mim com honra." 
Em Setembro de 2019,  Waseem Azeem, foi condenado a prisão perpétua pelo assassinato. Porém, em Fevereiro de 2022, o advogado de Waseem Baloch confirmou que o Supremo Tribunal de Lahore tinha libertado o irmão, absolvido  três anos depois de ter sido condenado por assassinar a irmã por "trazer desonra" à família. A ordem do tribunal ainda não foi tornada pública.  Três meses após o assassinato de Baloch, o parlamento tinha aprovado uma nova legislação exigindo prisão perpétua por crimes de "honra". Contudo, se um assassínio é ou não definido como um crime de honra fica a critério do juiz, o que significa que os criminosos  podem teoricamente alegar um motivo diferente e  ser perdoados.  